# فرانك هانسن
فرانك هانسن (بالدنماركية: Frank Hansen)‏ (23 فبراير 1983 الدنمارك - ) هو لاعب كرة قدم دانمركي يلعب كمدافع.